# Scarabaeus aegyptiacus
Scarabaeus aegyptiacus là một loài bọ cánh cứng trong họ Bọ hung (Scarabaeidae).